# برج مبارك الكبير
برج مبارك الكبير هو برج من المخطط بناءه في الكويت كجزء من مدينة الحرير ،ومن المقرر ان يكون أعلى برج في العالم حيث يبلغ ارتفاعه 1001 متر (250 طابق). وقد وافق المجلس البلدي في الكويت على الرسوم الأولية للمشروع، بدون إعطاء شارة البدء للعمل في المشروع و من غير المعروف ما اذا كانت فكرة المشروع ما زالت قائمة أو لا و لا حتى موعد البدء و مدة التنفيذ .

مصادر
1. ↑  "معلومات عن برج مبارك الكبير على موقع skyscrapercenter.com". skyscrapercenter.com. مؤرشف من الأصل في 20 أبريل 2020. اطلع عليه بتاريخ أغسطس 2020. {{استشهاد ويب}}: تحقق من التاريخ في: |تاريخ الوصول= (مساعدة)
2. ↑  "معلومات عن برج مبارك الكبير على موقع id.loc.gov". id.loc.gov. مؤرشف من الأصل في 2019-12-13.